# Pandora (Ohio)
Pandora é uma vila localizada no estado norte-americano de Ohio, no Condado de Putnam.

## Demografia
Segundo o censo norte-americano de 2000, a sua população era de 1188 habitantes.
Em 2006, foi estimada uma população de 1203, um aumento de 15 (1.3%).

## Geografia
De acordo com o United States Census Bureau tem uma área de
2,1 km², dos quais 2,1 km² cobertos por terra e 0,0 km² cobertos por água.

## Localidades na vizinhança
O diagrama seguinte representa as localidades num raio de 12 km ao redor de Pandora.